# Óleo de rosa mosqueta
O Óleo de Rosa Mosqueta é obtido a partir das sementes da planta que tem o nome científico Rosa affinis rubiginosa ou Rosa canina pertencente ao gênero Rosa, da família Rosaceae. Ela é originária do Mediterrâneo e da Europa Central, foi trazida à América do Sul pelos colonizadores espanhóis e essa planta se difundiu principalmente na região sul e central do Chile que tem o clima frio.
As flores da rosa-mosqueta são brancas e rosadas e produz um fruto de cor avermelhada na forma oval de aproximadamente 1,5 cm a 3 cm de diâmetro. 

## Composição e Propriedades Químicas da Rosa Mosqueta
O óleo é extraído por prensagem a frio ou por solvente orgânico (hexano). O óleo tem a aparência transparente de coloração acastanhada. 
A concentrações de ácido ascórbico presente na Rosa Mosqueta é de 301 – 1183 mg/100g de polpa, bem mais que na laranja, que é em torno dos 40mg/100g de polpa, alto teor ácidos graxos insaturados na polpa dos frutos de Rosa Mosqueta como ácido oleico e linoleico ou ômega 9 e ômega 6, respectivamente, além das altas concentrações de vitaminas A, B1, B2, E e K e minerais como potássio, cálcio, sódio, ferro, magnésio e fósforo.
Dos ácidos graxos encontrados, as concentrações aparecem na seguinte ordem: ácido linoléico (entre 43 e 49%), ácido linolênico (entre 32 e 38%), ácido oleico (entre 14 e 16%); ácidos graxos saturados: ácido palmítico (entre 3 e 5%), ácido palmitoléico (entre 0,1 e 5%), ácido esteárico (entre 1 e 2%), outros ácidos graxos como láurico, mirístico, araquidônico, gadoléico e behênico (entre 0 e 1%); ácidos ativos: ácido transretinoico ou tretinoína natural (entre 0,01 e 0,1%). 

## Benefícios
Nos anos 80 a Faculdade de Química da Universidade de Concepción, no Chile, fez estudos sobre o poder cicatrizante desse óleo tendo a sua eficácia comprovada e assim levando a uma intensificação no seu uso. 
Como esse óleo apresenta altos teores de ácidos graxos e vitamina C isso estimula a renovação celular, o que auxilia na cicatrização de cortes, desde os mais simples até os cirúrgicos e também na recuperação da pele que tenha sofrido queimaduras, elimina ou atenua as manchas escuras na pele causadas pelo sol, previne o envelhecimento precoce, além de hidratar a pele sensível e ressecada devido a sua capacidade de penetrar nas duas primeiras camadas da pele (a epiderme e a derme). 